# Anterokonta
— non classé —
Le groupe des Antérocontes (Anterokonta) comprend tous les eucaryotes dont les cellules sont tractées par un flagelle et qui ne possèdent pas les caractères propres aux Opisthokontes, c'est-à-dire aussi bien les Amœbozoaires que les Bicontes.
- Thymidylate synthase et dihydrofolate réductase fusionnés (avec d'autres caractères moléculaires et morphologiques, ce critère a permis d'affiner la phylogénèse).
- Dans la mitochondrie, UGA spécifie stop.
- Ne synthétisent pas la chitine.
- Ne stockent pas de réserves carbonées sous forme de glycogène.